# Gastrotheca testudinea
Espèce
Synonymes
- Nototrema testudineum Jiménez de la Espada, 1870
- Nototrema viviparum Andersson, 1945

Statut de conservation UICN

 LC  : Préoccupation mineure
Gastrotheca testudinea est une espèce d'amphibiens de la famille des Hemiphractidae.

## Répartition
Cette espèce se rencontre en Équateur, au Pérou et en Bolivie de 1 100 à 2 275 m d'altitude sur le versant amazonien de la cordillère des Andes.

## Publication originale
- Jiménez de la Espada, 1870 : Faunae neotropicalis species quaedam nondum cognitae. Jornal de sciencias mathematicas, physicas e naturaes, Academia Real das Sciencas de Lisboa, vol. 3, p. 57-65 (texte intégral).